# Meigenerbrühl
Meigenerbrühl ist eine Ortslage in der bergischen Großstadt Solingen.

## Lage und Beschreibung
Der Ort befindet sich im Osten des Stadtbezirks Solingen-Mitte am Ufer des Theegartener Bachs westlich von Meigen. Die zu dem Ort gehörenden Gebäude befinden sich an der Meigener Straße etwa im Bereich der Hausnummern 66 bis 78, in denen die Straße nur einseitig bebaut ist. Sie sind dort mit der Bebauung in Meigen zusammengewachsen und daher nicht mehr als eigene Ortslage wahrnehmbar. Unmittelbar südlich an dem Ort vorbei verläuft die Trasse der Bahnstrecke Solingen–Remscheid parallel zur Straße Steinacker.
Benachbarte Orte sind bzw. waren (von Nord nach West): Kannenhof, Kannenbrühl, Städtgesmühle, Theegarten, Meigen, IV., III., II. und I. Feld, Hippe und Bock.

## Etymologie
Der Ortsname ist von dem seit dem 15. Jahrhundert nachweisbaren Nachbarort Meigen abgeleitet. Das Suffix -brühl bezeichnet ein sumpfiges Wiesengelände.

## Geschichte
Eine bewohnte Ansiedlung am Meigenerbrühl entstand vermutlich im 19. Jahrhundert. In der Topographischen Karte des Regierungsbezirks Düsseldorf von 1871 ist der Ort nicht verzeichnet. Er erscheint in der Karte Stadt- und Landkreis Solingen des Landmessers August Hofacker von 1898 als Meigenerbrühl benannt. 
Nach Gründung der Mairien und späteren Bürgermeistereien Anfang des 19. Jahrhunderts gehörte der Ort zur Bürgermeisterei Dorp, die 1856 das Stadtrecht erhielt, und lag dort in der Flur X. Feld. Die Bürgermeisterei beziehungsweise Stadt Dorp wurde nach Beschluss der Dorper Stadtverordneten zum 1. Januar 1889 mit der Stadt Solingen vereinigt. Damit wurde Meigenerbrühl ein Ortsteil Solingens. Zwischen 1891 und 1897 wurde die Bahnstrecke Wuppertal-Oberbarmen–Solingen trassiert, die an Meigenerbrühl unmittelbar südlich vorbei verläuft. Nach der Fertigstellung der Müngstener Brücke 1897 konnten dort die Züge bis Remscheid und Wuppertal fahren. 
Im Zuge der baulichen Verdichtung des Ortsteils Meigen in der Nachkriegszeit nach dem Zweiten Weltkrieg wuchs Meigenerbrühl in den 1970er Jahren entlang der Meigener Straße mit dem Nachbarort lückenlos zusammen. Im Gegensatz zu Kannenbrühl ist der Ort heute nicht mehr mit Namen im Stadtplan verzeichnet, die dort befindlichen Gebäude sind zur Meigener Straße nummeriert.